# ゴロロ
『ゴロロ MAMONOGATARI』（ゴロロ まものがたり）は、ながとしやすなりによる日本の漫画作品。『月刊コロコロコミック』（小学館）にて、2010年3月号から2012年7月号まで連載されていた。

## ストーリー
少年・水嶋ヒロシは学校一の秀才だが、友達がいない。ある日、魔物・ゴロロとの出会いがきっかけで、それ以来彼の人生が大きく変わろうとしていた。

### 序章 - ザワワ強襲編（STORY1 - 15）
ゴロロがヒロシの家に居候して以来、ヒロシは魔物達との戦いに巻き込まれることとなった。その一方でゴロロはヒロシと友情を深め、ライバル魔物・ピューとの出会い、強敵たちとの戦いを通して、大きく成長していった。そんなある日、死んでいたと思われたゴロロの祖父が突然ゴロロ達の前に現れ、ゴロロに「魔界に行くぞ」と告げる…。

### 魔界編（STORY16 - 23）
生き別れた母親を救うため、ヒロシ達と別れ、祖父と共に魔界へ旅立ったゴロロ。そこで祖父からの修行や新たな友達・ボコリとの出会い、そして魔界グランプリと様々な経験をする。果たして母親の行方は…。

### 謎の魔物ハット編（STORY24 - 26）
母親を無事に見つけ、人間界に戻りゴロロはヒロシと再会した。しかしその束の間、人間達をすべて消し去ろうとする恐るべき計画を企てる謎の魔物・ハットがゴロロ達に立ちはだかる。ゴロロとヒロシは力を合わせ、ハットの野望を阻止するのであった。

### 終章（STORY27 - FINAL）
再び魔玉を集め続けるゴロロ。ある日、ピューからあやし野公園に大魔玉があるという噂を聞き、ピューと競走することになる。しかし、そこで待ち受けていたのは、かつてゴロロに敗れた風魔神王・ザワワだった。最恐の敵の再来にゴロロはどう立ち向かうのか。そして、ゴロロが最後に魅せる意外な答えとは…!?

## 登場人物
ゴロロ
主人公。魔物の子供で、その中でも特殊な雷魔神族の一人である。かなり馬鹿で泣き虫だが、とても強い。雷魔神拳を使って魔物を倒し、魔玉をたくさん集め、人間になろうとしている。他にも怪力で腕が伸びる、声が固まるなど不思議な力を持つ。今まで山で祖父と暮らしていたが、祖父が死去してしまったため、遺言により人間になると決意した（ゴロロを一人にした方が、強く、たくましく育つと思ったため）。そのため友達がおらず、ずっと一人ぼっちだったが、ヒロシと出会い、初めて友達ができた。窮地に立たされたり、友への思いが強くなると、パワーが一気に上がり、雷魔神族としての真の力を発揮する。母親がいるが、そのことをしばらく知らなかった。
水嶋 ヒロシ（みずしま ヒロシ）
未来が丘小学校に通う小学6年生の少年。友達がいなかったが、とある出来事がきっかけでゴロロと出会い、彼と同じく初めての友達となった。学年一の秀才だったが、ゴロロが来てからは成績が下がっている。何故かゴロロ達魔物の姿が見える人間の一人である。ウインナーが好物（ゴロロも好物になった）。ゴロロが魔界へ行く前日、あえて「お前がいなくなれば、勉強に集中できる」という趣旨の辛辣な言葉を浴びせ、ゴロロが描いた絵を破き、ゴロロがヒロシを嫌いになった方が迷いなく魔界へ行くことができるようにしようとした（絵はセロテープで修復された）。一人称は当初は「オレ」だったが終盤では「ボク」になっている（単行本では修正されている）。なぜ魔物の姿が見えるのかは最後まで謎のままである。
ピュー
突如ゴロロ達の前に現れた魔物。風魔神族の一人。頑固で気が強い性格。ゴロロを上回る力を持ち、頭の葉っぱは武器になる他隠れ蓑や移動するための乗り物にもなる。元の姿は風太という少年で、5歳の誕生日の時、交通事故で亡くなってしまった。それでもこの世をさまよっていた所を風魔神王・ザワワに魔物にしてもらった。もう一度人間になり、両親と再会することを誓う。そしてゴロロとも友達になった。犬が嫌い。魔界へ行くゴロロに、最大の武器である葉っぱを託す（しかしゴロロが人間界に戻ってくるまで使われることは無かった）。
火浦 サトル（ひうら サトル）
ヒロシのクラスメイト。彼もまた魔物の姿が見える。4年前にさまよっていたピューを助け、以来彼と行動を共にしている。常に紙パックのジュースを飲んでいる。
宮園 ミサキ（みやぞの ミサキ）
ヒロシのクラスメイト。いつもヒロシを気にかけている女の子。３巻からは、『宮園ミサキ』ではなく、『宮園サツキ』と表記されている。ちなみに、同一人物である。
香田 アユミ（こうだ アユミ）
ヒロシのクラスメイト。性格がきつい女子。ヒロシを「変なヤツ」と小馬鹿にしている。
ゴロロのじいちゃん
幼いころに亡くなったと思われていたゴロロの祖父だったが、実際は生きている。謎の男として登場し、ゴロロを密かに見守っていた。外観は包帯をぐるぐる巻いた容姿で、頭から一部髪の毛が出ている。しかし実際は仮面マスクである。ピューを助けるための魔法樹の実を採る為ゴロロと対戦するが、その実力はゴロロとピューを容易に凌ぎ、ゴロロを倒すほどである。しかし、ゴロロがしていた痛み止めの効果が切れてしまい、2倍の痛みが襲い苦しんでいるゴロロを助けようとして魔法樹の実を飲ませた（ピューも後で飲ませた）。そしてゴロロと共に、魔界への入り口が消える前に魔界へ向かった。人間界に帰るゴロロを見送る際「いつかは教えねばならぬな、人間界で人間として生きていかねばならぬ本当の理由を・・・」と意味深な台詞を口にしていた。
ゴロロの母ちゃん
魔界で生き別れたゴロロの母親。霧だらけの荒地”霧の谷（ミストーンバレー）”で、ゴロロは再会を果たしたが、彼女は魔物により石にされてしまっていた。魔物が退治されたおかげで元に戻り、ゴロロと再会を喜び合った。ゴロロの祖父との関係が実の親子なのか嫁と舅なのかは不明。
ザワワ
風魔神王。魔物達を支配する魔神王の一人で、その中でも最も凶暴と言われている。年をとったり、怪我をして死にそうになったりすると、その体を捨て魂だけ新たな体に乗り移る。それを繰り返して、ザワワは何百年も生き続けている。ピューに乗り移り、ゴロロ達を強襲するも、ピューの魂が完全に同化しきれなかったため、ピューの魂がザワワの動きを止め、ゴロロのズバギリリの前に敗れる。その後、ピューの体から魂が離れ撤退した。それからはあやし野公園の離れ小島でしばらく身を潜めていた。
ボコリ
ゴロロが魔界で出会った魔物。荒くれ者でずる賢い所もある。ゴロロに無理やり旅に同行させられる内に、次第に友達として打ち解けていく。物作りが得意で、壊れた石像を直してしまうほどの腕。得技はつるはしで地面を裂く『ボコリクラッシュ』。
パシャール
圧倒的な力を持つ魔物。強そうには見えなかったが、実は闇魔神族の片割れであった。超高速で移動し消えたと思わせ、そのすさまじいパワーでボコリのような相手てあろうと容赦なく始末する（ただし、ユキーナには手を出さず、フィールドを切り落とした）。闇魔神族である彼を誰も受け入れてくれないため、魔界中の魔物を全員叩きのめすために戦っているが、同時に彼を受け入れてくれる者、すなわち”友達”を無意識のうちに探している様子がある。その事実を知り、友達になろうと誘ったゴロロの心に触れ素直に降参し友達になった。
ハット
ゴロロが分岐点で出会った謎の魔物。人間を嫌っており、ゴロロと同じく魔玉を集め、人間をこの世から全て消し去る”マジンピア計画”を実行しようとする。また、幻影（イリュージョン）を使いゴロロをだましたこともあった。おどけた性格で身のこなしが良い。

## 作中用語
魔物
町に現れる化け物の総称。人間に悪さをする者もいれば、全く危害を加えない良い者もいる。普通の人からは見えず、声も普通の人（動物も含む）には聞こえないが、何故か自動ドアだけは反応する。
魔界
人間界とは別の世界。森の奥に入り口が存在しているが、年々、縮小傾向にある。争いが絶えず、雷魔神族が巻き込まれた争いのさなか、ゴロロが産まれたため、人間界に逃げてきた。
雷魔神族
ゴロロの種族。ずばぬけた力に天才的な戦闘能力を持つと言われる。また、内に隠された力を秘めているらしい。
雷魔神拳
一の技”ギガビリリ”
指先に電力を溜め、相手に電撃をくらわす技。電気を使う技だけあって水をも伝う。また、両腕で放ち攻撃力を2倍をする”Wギガビリリ”もある。指のみならず足にもパワーを集中させ、攻撃することもできる。
二の技”デラグルル”
腕を伸ばし相手に巻きつけ締め上げる技。ろうそくエースとの戦闘で使用した。
三の技”ベガバリリ”
普通の雲に腕を突っ込ませ雨雲に変え、そこから発射される雷を相手に浴びせる技。ハリセンボーンとの戦闘で使用した。
四の技”雷魔変化撃”
手足をスコップやバット等様々な物に変える技。魔界に行った時祖父に教えてもらい、人間界で練習していた。最終話ではザワワとの戦闘中に足をコマに変化させ、回転しつつ台風一家を吹き飛ばしたり、手をトンカチに変化させザワワに攻撃を仕掛けたりした。
ゴロロバリア
雷魔神拳ではないが、電気のバリアで防御する技。テレビのヒーローの技を見て思いついたものらしい。
雷魔鳥獣撃
雷でできた鳥を召喚する技。謎の男（ゴロロの祖父）が使用した。
ギガギガビリリ
最終話でザワワとの戦闘中に、とっさに雨雲の中に腕を入れ雷の電力を充電して放った技。
雷魔真拳
一の技”ズバギリリ”
雷の刃で相手を攻撃する技。
風魔神族
ピューの種族。
風魔神拳
一の技”ヒュルリララ”
ピューの頭の葉っぱをカッターのように投げ、相手を切り刻む技。
二の技”ギュルリララ”
自分の周りに風を起こし、相手を攻撃する技だが未完成。
ビリリュララ
ゴロロとの合体技。葉っぱにギガビリリを当て技を合体させたことで、強大な攻撃力を生んだ。ピューはその名前を「かっこ悪い」と気に入っていない様子。
風間神拳奥儀
風魔神王ザワワが使う奥儀。
風魔寒気弾
大きなつららを相手に放つ技。
台風一家
父・母・息子・娘の台風一家が家族全員で相手に向かって突っ込んでくる技。攻撃をかわしても追尾する。
風魔神拳最終奥儀　風魔暗黒網
巨大な口でなんでも吸い込んでしまう。吸い込まれると二度と出られない。
魔神王
魔界を支配する、魔物の一族の長的存在。風魔神王であるザワワ以外の魔神王の存在は不明。
魔獣
魔物とはまた違う生物。普通の魔物の何倍もデカく、より凶暴。人には絶対なついたりはしない。
風魔トップー隊
ザワワ直属のエリート集団。風魔神族の中でもずば抜けた戦闘力を持つ者ばかりが揃っている。
闇魔神族
パシャールの種族。穏やかな一族なのだが、その高い戦闘能力が故に他の魔物達から恐れられている。また、”闇”という言葉のせいか、近づくと災いが起きると言われ、更に近づかなくなっている。
魔人
別名『魔物人間』。その名の通り人間が魔物に姿を変えられたもの。
マジンピア計画
ハットが実行しようとしている計画。人間を全て魔物に変え、魔人だけの世界にしようとする。
魔玉
魔物を倒すと手に入れられる玉で、いわば魂のようなもの。時間が経つと復活する。たくさん集めると人間になれるらしい。ゴロロにも存在するようである。
大魔玉
これ一つでベルトがいっぱいになる大きな魔玉。あやし野公園にあると噂されているが、実はザワワがゴロロとピューをおびき寄せるための嘘であったのだが、彼自身が大魔玉の持ち主であった。
キューインベルト
ゴロロやピューが腰に着けているベルト。「魔玉キューイン」の一言で真ん中のボタンを押すと、魔玉がベルトに吸引される。また、悪い魔物を察知すると光り出し（魔物に侵された人間にも同様に反応する）、逆に良い魔物には反応しない。魔玉を集めていくうちにランプが光り、6つ全部光ればいっぱいになる（10話時点ではゴロロは2つ、ピューは3つ）。魔玉でいっぱいになると人間になれることは定かである。また逆に人間を魔物に変えてしまう力もあり、左のボタンで人間を魔物に変えてしまう（魔玉がたまっていない場合は光るだけ）。下のボタンを押せば魔玉が全て排出される代わりに、魔人は元の人間に戻る。
魔物図鑑
ヒロシの家の古い物置にあった書物。様々な魔物の特徴などが書かれている。謎の魔物の正体を見たことがある所から、ピューも所持している模様。ゴロロの電撃で、新たに吸引ベルトのデータも記されるようになった。
大魔界ガイド
魔界グランプリの優勝賞品。魔界のありとあらゆる場所がわかり、行きたいところを言えば白紙のページにその場所の地図が浮かび上がる。人の居場所など、個人的なこともわかる。
ホリホリムシ
闇魔神族だけが知る秘密のルートを掘り当てる虫。岩などを食べたところに人間界への入り口ができる。なぜか闇魔神族にしかなつかない。
未来が丘町
ヒロシが住む町。魔物がよく出没する。
未来が丘小学校
ヒロシが通う学校。
あやし野小学校
未来が丘とは異なる学校。数々の魔物達が暮らしている。
あやし野公園
大魔玉が隠されているという公園。凶暴な魔物が数多く潜んでいる。
魔獣の森
魔獣が数多く生息する森。町へ行くためにはこの森を抜ける必要がある。
イッチタウン
魔界の町の一つ。
魔界グランプリ
魔界中から腕自慢の魔物達が集まり、最強を決める大会。
霧の谷（ミストーンバレー）
昔は親子の石像があるだけの変哲もない場所であったが、親の像が壊されて以来霧の魔物が現れ、恐ろしい場所になってしまった。
分岐点
人間界、魔界など様々な場所に行ける場所。長時間いると次元の間に取り込まれ出られなくなる。

## 魔物一覧
ゴロロ、ピュー、ザワワ等については登場人物の項を参照。
（　）内は登場した話数
粘液魔物ドロガッパ（1）
河童をモチーフにした魔物。液体を好んでいるという。
大食魔物メタボコング（1）
ゴリラをモチーフにした魔物。何でもガツガツと食べる。
盗靴魔物クツクツ法師（2）
靴を盗む和尚のような魔物。名の由来がツクツクボウシというセミの仲間とかけている。
オタマ（2）
おたまじゃくしをモチーフにした良い魔物。ゴロロと仲良しになる。臆病な性格だが水に濡れると変身する。
変幻魔物ゴムガエル（2）
オタマが変身した魔物。ヒキガエルのような姿をしている。タイヤが大好物。
集金魔物チョキン原人（3）
顔が貯金箱になっている原始人のような魔物。人間から金を盗んでは貯金をしている。必殺技は『印鑑消命』。名の由来は貯金+北京原人から。
焼勉魔物ろうそくエース（4）
火のついているマッチを落とし、ノートなどを燃やす蝋燭の野球選手のような魔物。勉強や学問を憎む。普段は小栗という少年に化けて生活している。必殺技は『竜巻炎(サイクロンファイヤー)』。
狭小魔物スキマスライム（5）
体を自由に変化しながら、狭いところを好んでいるスライムのような魔物。
旋風魔物センプウ鬼（6）
扇風機をモチーフにした魔物。ザワワの手下。ピューをザワワの下へ連れ帰ろうとした。必殺技は『風鈴火斬・強』。
虚言魔物オレオレパンダ（7）
ターバンを巻いたアラビア風のパンダをモチーフにした魔物。ゴロロの吸引ベルトを騙して奪ったが、後に改心する。必殺技は『ジャイアントパン弾』。予告にも登場した魔物が元になっている。
横取魔物スリガラス（7）
カラスをモチーフにした魔物。ザワワの手下。吸引ベルトを横取りした。
ドクターヤブー（8、12～15、26）
どんな病気も治す魔物界ナンバー1の医者魔物。体全体が木になっており、得意になると鼻が伸びる。裏山に自分の病院を開いている。『ヤブー流魔医術』を使い治療を行う。また麻酔も使う他、防御技に長けている。12話以降では、ザワワに倒された仲間の敵打ちもかねて、ゴロロ達と共闘する。
毒骨魔物ハリセンボーン（8）
一度暴れだしたら止まらず毒攻撃を繰り出すハリセンボンのような魔物。また、ハリセンボーンとは異なるホネフクロウというフクロウをモチーフにした魔物もいる。解毒剤は、1時間以内にハリセンボーンの魔玉を手に入れないと作れない。
吸食魔物バキューム蚊（9）
蚊をモチーフにした魔物。脳みそが好物で、脳を肥大化させるドリンクを飲ませ、大きくなった所を見計らって吸い取る。体内には強力な消化液が分泌されている。
擬態魔物カマレオン（10）
カメレオンをモチーフにした魔物。自分の体の色を周りと同じ色に変えて姿を消し、隙を見て両腕の刃物で切り刻む。その能力からして世間から”謎の魔物”と呼ばれている。集団で行動する。必殺技は『カマ十字斬(クロス)』。
強顎魔物ハリケンジョーズ（11）
風魔トップー隊の一人。鮫をモチーフにした魔物。ピューをザワワの下に連れて帰る為、ゴロロ達を襲った。ギガビリリが通用しないほどレベルが違う。冷徹で残忍な性格を持つ。必殺技は『ロングアゴー』、『暴風警砲(ストームキャノン)』。
熱息魔物オンプーワーム（11～13）
風魔トップー隊の一人。ミミズに顔と腕が付いたような魔物。地面に潜る性質があり、相手を撹乱させたところでいきなり攻撃を仕掛ける。ピューを捕え、ザワワの元へ連れて行ったのも彼である。口から超高温の息を吐いたり、針を出して相手を串刺しにしたり、壁を作って道を塞ぐなど多彩な技を使う。
蒐集魔物アツメウナギ（15）
ウナギをモチーフにした魔物。コレクションが趣味で、ゴロロを倒し、魔玉を全部いただこうとした。また、かなりの情報通でもある。必殺技は『UNAキャッチャー』。
保管魔物カミフクロウ（15）
アツメウナギとつるんでいる、紙袋と鳥が融合したような魔物。必殺技の『カミカミホールド』で相手の動きを封じる。
充電魔獣デンキアンコウ（16、20）
魔獣の森に生息する魔獣。ちょうちんあんこうのような姿をしている。凶暴で見境なしに暴れているが、実は虫歯が痛かっただけで、ゴロロが虫歯を抜いてくれて以来すっかりゴロロになついている。20話では、ゴロロを助けるために一役買った。
発明魔物チリガミハカセ（18）
魔界一の天才科学者。魔界グランプリ決勝戦第一ラウンドの舞台『チリチリタワー』の設計者で、その他にも妨害ロボ『チリチリマシーン』も造った。頭からはティッシュが無限に出てくる。
魔界グランプリ参加者（17～21）
魔界グランプリに出場した魔物達。モブとしての登場もあるため、話数はまとめて記載している。
覆面魔物サボテンマスク
覆面レスラーのような姿の魔物。全身がトゲで覆われているため触ることができない。必殺技は『トゲリングソバット』、『エルボールドロップ』。
氷結魔物ユキーナ
人間の少女の姿の魔物。いじめられると頭の上の雪だるまダルちゃんが現れ助けてくれる。また、氷の上ではパワーが倍増する。ジジィゼミと共に、決勝までゴロロを見守っていた。
改造魔物フラン犬
犬をモチーフにした人造の魔物。
長老魔物ジジイゼミ
セミをモチーフにした魔物。一見ただの老人だが、実は武術の神様ミンミン道士であった。寝ているように戦う幻の拳法『スイミン拳』を使って相手を油断させ戦う。手に持っている杖を武器として使う時もある。ゴロロに杖を拾ってくれた礼として、決勝戦の前日、ゴロロの夢の中に入り特訓させた。
貴族魔物イワダンシャク
全体が岩でできている魔物。
寄生魔物ヘルヘルボーズ
布きれのような魔物。他の魔物に取り付き、意のままに操る能力を持つ。ちなみに、ジジイゼミはその”からくり”を見破っていた。ゴロロとの対戦では、タコのような魔物に取り付いていた。
石化魔物ミストーン（22）
岩の化け物のような魔物。頭から発生している霧の中にいると徐々に石になってしまう。実は岩の体はうそっこで、本体は子の石像であった。母親の像が壊されたことで憎悪が生まれ魔物化したものだと想定されている。倒されたことで、石にされた者（ゴロロの母やボコリ、パシャール含む）は元に戻った。
吸着魔物ピタットマウス（24）
頭に吸盤を持つネズミのような魔物。人に取り付き疲労させる。
寄生魔物オーグッチ（24）
ハットが操る魔物。普段は球体に口が付いたような姿で、建物に取り付き床や壁を自由に移動して人を襲う。その大きな口はあらゆる物をもの凄いパワーで吸い込むことも可能。
爆撃魔物バクハーン（25）
ハットが操る魔物。漫画でよく見られる古典的な爆弾のような姿で、爆弾を使い町を破壊する。姿を自在に消すことができる。あらゆる場所に設置できる時限爆弾も所持しており、倒されると止まる。
魔人ヒロシ（26）
ハットが奪ったベルトの力で魔物に変えられたヒロシ。人間の時の記憶は消えており、魔物の本能のままに暴れまくる。しかし、ゴロロとの絆が強く結びついているせいかゴロロのおかげで人間の記憶を思い出した。2人が協力してハットからベルトを取り返し、ゴロロが魔玉を排出したおかげで無事に人間に戻った。
服食魔物センタクイーター（27）
洗濯している服を食べてしまう洗濯板のような魔物。やたら言葉の中に「イーター」を取り入れる。
あやし野小学校の魔物達（27）
カイパンウオ
遊泳魔物。魚のような姿をしている。プールを住処にしており、溺れている人を救助する。必殺技は『ハラホレヒーレ』。
トイレそうじのピカ子
清掃魔物。トイレに出没し掃除をしてくれる。しかしトイレを汚しそのままにした者にはおしおきをする。必殺技は『シュッポンアタック』。
おどりバーバ
階段のおどり場で陽気にダンスをしているおばさん魔物。必殺技は『ダンシンぐー』。
マットマックス
マットのような魔物。体育館で生徒が転びそうになると素早く床に寝てクッションになってくれる。
日やけ入道
屋上で寝て日焼けをしている入道のような魔物。必殺技は『ホカホカプレス』。
贋物魔物ガッキューモドキ
こちらは悪い魔物。教室になりすまし、生徒を捕らえ一生勉強をさせる。巨大な黒板消しや鉛筆削りでの攻撃もある。
盗飲魔物ノミホース（28）
ノミをモチーフにした魔物。小さな体で自販機の中に入り、中の飲み物を全部飲みつくしてしまい飲み干すと大きくなる。
あやし野公園の魔物達（28）
流砂魔物スナーバー
全身が砂でできている魔物。砂場に潜み、砂の中に人間を引きずり込んでしまう。頭にバケツを被っている。
歌声魔物フォーク兄弟
いつも歌を歌っている魔物の兄弟。その歌で相手を操り、その隙に頭のフォークで串刺しにする。
暴走魔物スケボーズ
スケボーに乗り町中を危険走行で走り回る魔物。
着席魔物ベンチット
座った者を襲うベンチのような魔物。
緑地魔物シバーフ
全身が毛で覆われている魔物。芝生に相手を誘い、勉学や勤労の意欲を無くす程気持ちよく昼寝をさせる。
激突魔物マツボックル
木の上や地面から相手にぶつかってくる魔物。成長するとタイボックルになるらしい。
高温魔物ピラニアイロン
池に大量に生息するピラニアをモチーフにした魔物。体温が高く触れただけで火傷を負う。